# Bahnhof Wendlingen (Neckar)
Der Bahnhof Wendlingen (Neckar) ist ein Eisenbahnknoten an der Bahnstrecke Plochingen–Immendingen, an dem die Bahnstrecke Wendlingen (Neckar)–Oberlenningen und die Güterzuganbindung abzweigen. Der Bahnhof liegt zwischen Wendlingen und dem Nachbarort Köngen und wird von Regionalzügen und der Linie S1 der S-Bahn Stuttgart bedient.

## Geschichte

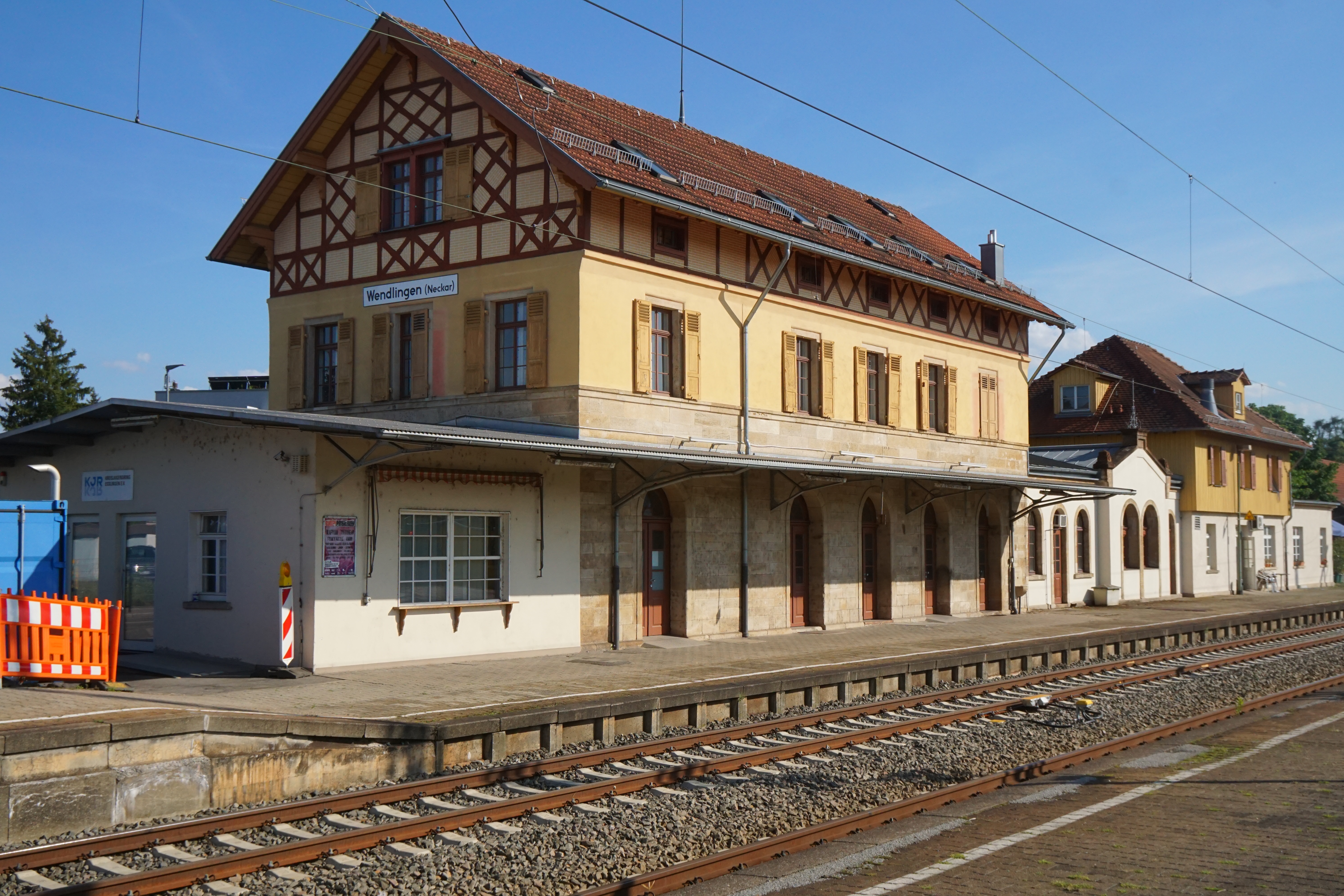
Historisches Empfangsgebäude

Am 20. September 1859 eröffneten die Königlich Württembergischen Staats-Eisenbahnen das erste Teilstück der damals so genannten Oberen Neckarbahn von Plochingen nach Reutlingen. Als erste Zwischenstation nach Plochingen richtete sie den Bahnhof Unterboihingen ein, der etwa 700 Meter nördlich des Ortes lag.
Da die Oberamtsstadt Kirchheim von staatlicher Seite nicht berücksichtigt werden konnte, bemühten sich deren Stadträte am 13. August 1860 um einen Anschluss durch eine private Eisenbahngesellschaft. Die Strecke sollte von Unterboihingen nach Kirchheim führen. Am 12. August 1863 genehmigte der württembergische Landtag den Bau. Der Ausgangspunkt der nach Osten verlaufenden Strecke war am Hotel Keim, das über einen Bahnsteig verfügte. Am 21. September 1864 konnte die Kirchheimer Eisenbahn-Gesellschaft den Betrieb auf der Stichbahn aufnehmen.
1913 bemühte sich der Direktor der Firma Behr, die seit einem Jahr in Wendlingen ansässig war, um die Umbenennung des Bahnhofs in Unterboihingen-Wendlingen. Die Gemeinde Wendlingen unterstützte ihn dabei. Die Staatsbahndirektion lehnte jedoch ab und wies sogar darauf hin, dass im Falle einer Umbenennung eher das größere Köngen genannt werde. Doppelnamen kämen außerdem nur in Ausnahmefällen in Frage.
Nachdem die Königlich Württembergischen Staats-Eisenbahnen in der Deutsche Reichsbahn aufgegangen waren, bat die Gemeinde Wendlingen am 25. April 1921 die Reichsbahndirektion Stuttgart erneut um die Umbenennung. Inzwischen waren Köngen und Wendlingen nahezu gleich groß und der Bahnhof Pfauhausen-Steinbach führte ohne Beanstandung einen Doppelnamen. Wieder erteilte Stuttgart eine Absage. Abermals am 30. November 1927, als die Reichsbahndirektion noch einmal die Benachteiligung Köngens erwähnte.
1933 nahm der stellvertretende Bürgermeister von Wendlingen nochmals mit der Reichsbahndirektion Kontakt auf. Er schilderte den Zusammenwuchs von Wendlingen und Unterboihingen mit einer kaum mehr erkennbaren Grenze. Ohnehin sei Wendlingen mit zirka 3.000 Einwohnern wesentlich größer als das 1.100 Einwohner zählende Unterboihingen, und profitiere dadurch weit mehr von der Eisenbahn.
Die Reichsbahndirektion stimmte einer Namensänderung dennoch nicht zu und schlug stattdessen der Gemeinde vor, sich mit Unterboihingen zu vereinen. Am 1. April 1940 beschloss schließlich die Gauleitung die Zusammenlegung von Wendlingen, Unterboihingen und Bodelshofen. Der Bahnhof erhielt zu diesem Datum seinen heutigen Namen Wendlingen (Neckar).
Nach dem Zweiten Weltkrieg, am 20. Oktober 1946, forderten die Bürger Unterboihingens vom württemberg-badischen Innenministerium die Ausgemeindung. Ein jahrelanger Streit folgte. Am 11. Dezember 1950 schlug das Innenministerium als Ausgleich vor, den Bahnhof in Wendlingen-Unterboihingen umzutaufen. In Wendlingen zeigte man dafür wenig Verständnis. Auch den Vertretern Unterboihingens genügte das nicht. Sie verlangten stattdessen eine Umbenennung der gesamten Ortschaft, falls die Selbständigkeit nicht mehr zu erreichen sei. Die Gemüter beruhigten sich später und am 15. Dezember 1964 verlieh das Innenministerium der Gemeinde das Stadtrecht.
Bereits in den 1970er Jahren plante die Deutsche Bundesbahn die Weiterführung der S-Bahn von Plochingen bis Kirchheim (Teck), die Umsetzung erfolgte jedoch erst zum 12. Dezember 2009. 

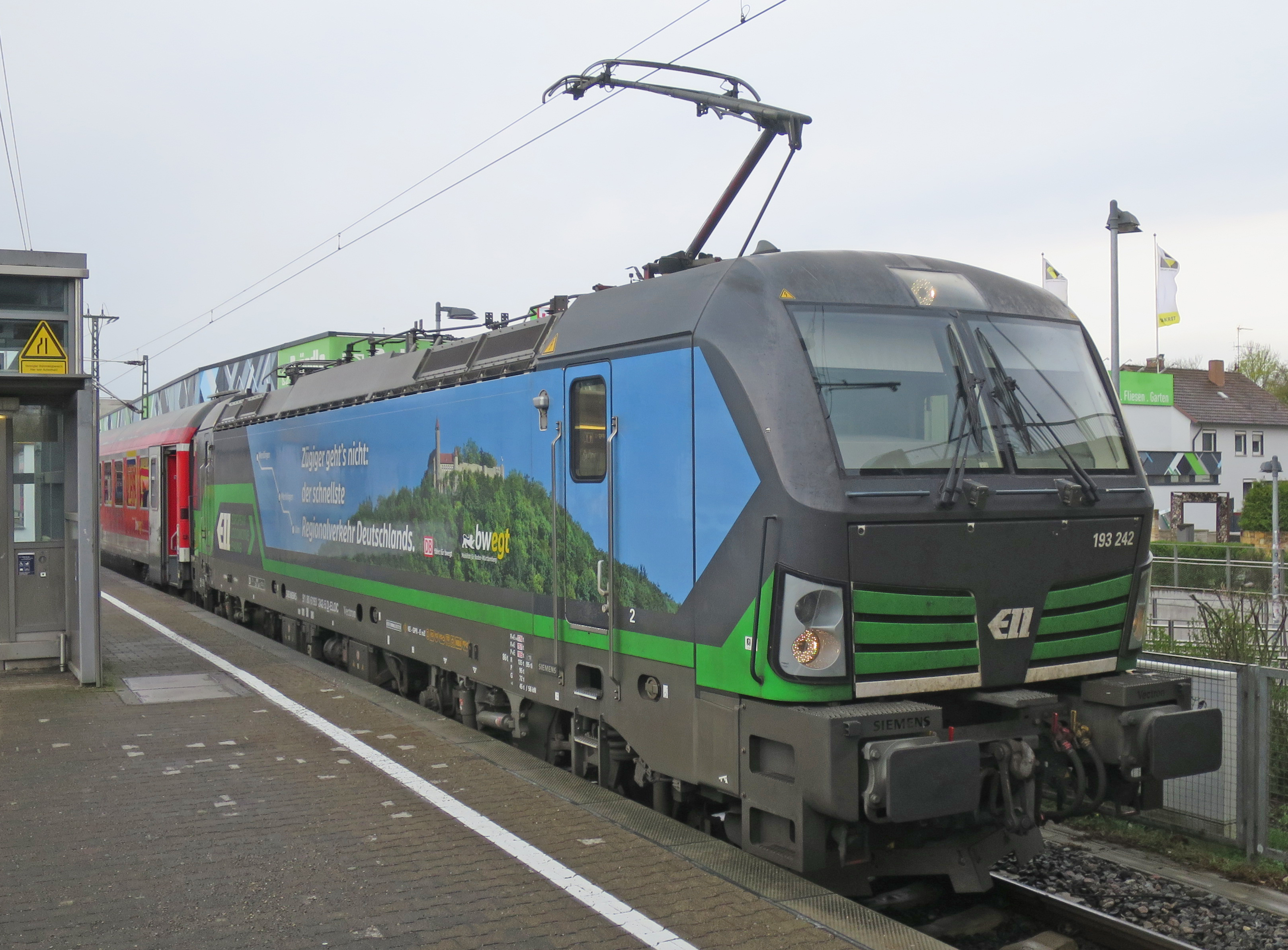
Damaliger IRE 200 in Wendlingen, 2023

Mit der am 11. Dezember 2022 eröffneten Güterzuganbindung zur Schnellfahrstrecke Wendlingen–Ulm wurde der Bahnhof erweitert, ein Einfahrsignal des Bahnhofs steht auf der Kurve. Die Güterzuganbindung wird seitdem auch von der Linie RE 200 von und nach Ulm genutzt.

### Ausblick
Der Verband Region Stuttgart beschloss am 22. April 2020, eine Planung (Leistungsphasen 1 bis 4) zur Anpassung von Bahnsteigen in Wendlingen zu beauftragen, die für eine Verlängerung der S-Bahn bis Nürtingen erforderlich sind. Die Bahnsteigkante an den Gleisen 1, 2 und 3 sollen teilweise (im Bereich der ersten beiden S-Bahn-Türen) von 76 auf 96 cm erhöht werden, der Bahnsteig an Gleis 3 soll dabei eine für Transporte mit Lademaßüberschreitung demontierbare Erhöhung erhalten. Die Maßnahmen sollen bis Ende 2025 umgesetzt sein. Die voraussichtlichen Gesamtkosten der Maßnahme wurden Mitte 2024 mit 1,4 Millionen Euro beziffert. Ab Ende 2025 bestünde laut VRS die Möglichkeit, die S-Bahn aus Plochingen viertelstündlich bis Wendlingen zu führen. Die Anpassungen sowie weitere Arbeiten sollten bis voraussichtlich Anfang Mai 2025 umgesetzt werden.
Im 2. Halbjahr 2025 wird der Aufzug am Gleis 2/3 erneuert, wodurch es keinen barrierefreien Zugang zu diesem Gleis gibt.
Im Rahmen des Digitalen Knoten Stuttgarts soll in Wendlingen bis 2030 ein Bedienstandort entstehen. Die Planung dafür war 2024 im Gang. Die Ausrüstung des Bahnhofs (als Teil des Bausteins 3, Planbereich 3) wurde gleichwohl aus finanziellen Gründen zurückgestellt.
Es gibt Überlegungen, die Teckbahn zukünftig um Wendlingen herumzuführen. In einer ersten Baustufe würde dabei zunächst die Güterzuganbindung genutzt werden, um daraus im Portalbereich des Albvorlandtunnels Richtung Kirchheim auszufädeln. Das S-Bahn-Gleis würde im weiteren Verlauf die Autobahn unterqueren, Wendlingen westlich in einem Tunnel umfahren und im Bereich des Speckwegs die Linienführung der S-Bahn aus der Option Neckartalbahnhof erreichen. In einer zweiten Baustufe soll das Richtungsgleis von Wendlingen nach Kirchheim höhenfrei aus dem Gleis 3 im Bahnhof Wendlingen ausgefädelt werden. Im weiteren Verlauf soll die Neckartalbahn sowie einen Kreisverkehr unterquert werden, um Wendlingen südlich in einem Tunnel zu unterfahren, um südwestlich von Wendlingen an das Gleis der 1. Baustufe anzubinden.

## Empfangsgebäude
Das Empfangsgebäude aus dem Jahr 1859 hat zwei spätere Anbauten. Die Erdgeschoss-Fassade mit den Rundbogenfenstern und -türen ist bis zur Brüstungshöhe des Obergeschosses mit Sandstein verkleidet. Das Obergeschoss, in dem sich eine Dienstwohnung befand, ist verputzt und hellbeige angestrichen. Kniestock und Giebel sind in unverputztem ausgemauerten Fachwerk gehalten.
Im September 1900 erhielt das Gebäude einen eingeschossigen Anbau nach Süden hin, darin waren ein Zimmer für den Fahrdienstleiter sowie ein Postbüro untergebracht. 1902 erfolgte der Anschluss an das Telegrafennetz. Unterboihingen war als Telegrafenhilfsstelle mit dem Amt Plochingen verbunden. Nachdem der Anbau für die Post nicht mehr ausreichte, bezog sie ein neues, südlich an den Anbau angrenzendes zweigeschossiges Gebäude mit Walmdach und einer senkrechten Verbretterung der Obergeschoss-Fassade.
Bei der letzten Renovierung wurde auf der Nordseite des Empfangsgebäudes ein Schild mit der Aufschrift Wendlingen (Neckar) und auf der Südseite eines mit der Aufschrift Unterboihingen angebracht.

## Betrieb
Der Bahnhof verfügt über fünf Bahnsteiggleise. Gleis 1, am Hausbahnsteig, dient den Zügen Richtung Stuttgart, Gleis 2 denen Richtung Tübingen. Gleis 3 wird von den Zügen Richtung Ulm Hauptbahnhof sowie ebenfalls von Zügen Richtung Tübingen benutzt. Gleis 11, auf dem die S1 nach Kirchheim (Teck) hält, ist mit dem Hausbahnsteig verbunden. Auf Gleis 12 hält die S1 Richtung Herrenberg. Der Bahnhof ist der Preisklasse 3 zugeordnet und wird wie folgt bedient:
| Linie  | Strecke | Takt       | Betreiber                   |
| ------ | --- | ---------- | --------------------------- |
| RE 200 | Wendlingen (Neckar) – Merklingen – Schwäbische Alb – Ulm Hbf | 60 Minuten | DB Regio                    |
| MEX 12 | Tübingen Hbf – Reutlingen Hbf – Metzingen (Württ) – Nürtingen – Wendlingen (Neckar) – Plochingen – Esslingen (Neckar) – Stuttgart Hbf – Heilbronn Hbf – (Mosbach)                      | 60 Minuten | DB Regio Stuttgart          |
| MEX 18 | Tübingen Hbf – Reutlingen Hbf – Metzingen (Württ) – Nürtingen – Oberboihingen – Wendlingen (Neckar) – Plochingen – Esslingen (Neckar) – Stuttgart Hbf – Heilbronn Hbf – Osterburken    | 60 Minuten | DB Regio Stuttgart          |
| S 1    | Kirchheim (Teck) – Wendlingen (Neckar) – Plochingen – Esslingen (Neckar) – Neckarpark – Bad Cannstatt – Hauptbahnhof (tief) – Schwabstraße – Vaihingen – Rohr – Böblingen – Herrenberg | 30 Minuten | DB Regio (S-Bahn Stuttgart) |

(Stand: 15. Dezember 2024)